# Sent Priech
Sent Préch (en francès Saint-Priest-de-Gimel) és un municipi francès situat al departament de la Corresa i a la regió de la Nova Aquitània.

## Demografia
| 1962                                       | 1968 | 1975 | 1982 | 1990 | 1999 | 2007 |
| ------------------------------------------ | ---- | ---- | ---- | ---- | ---- | ---- |
| 365                                        | 389  | 421  | 365  | 412  | 416  | 463  |
| Des de 1962: població sense dobles comptes |      |      |      |      |      |      |

## Administració
| Període | Identitat                 | Partit |
| ------- | ------------------------- | ------ |
| 2001-   | Jean-Louis Chabrillangeas | PCF    |